# Kantché (Departement)
Kantché (bis 1998: Matamèye) ist ein Departement in der Region Zinder in Niger (Westafrika).

## Geographie

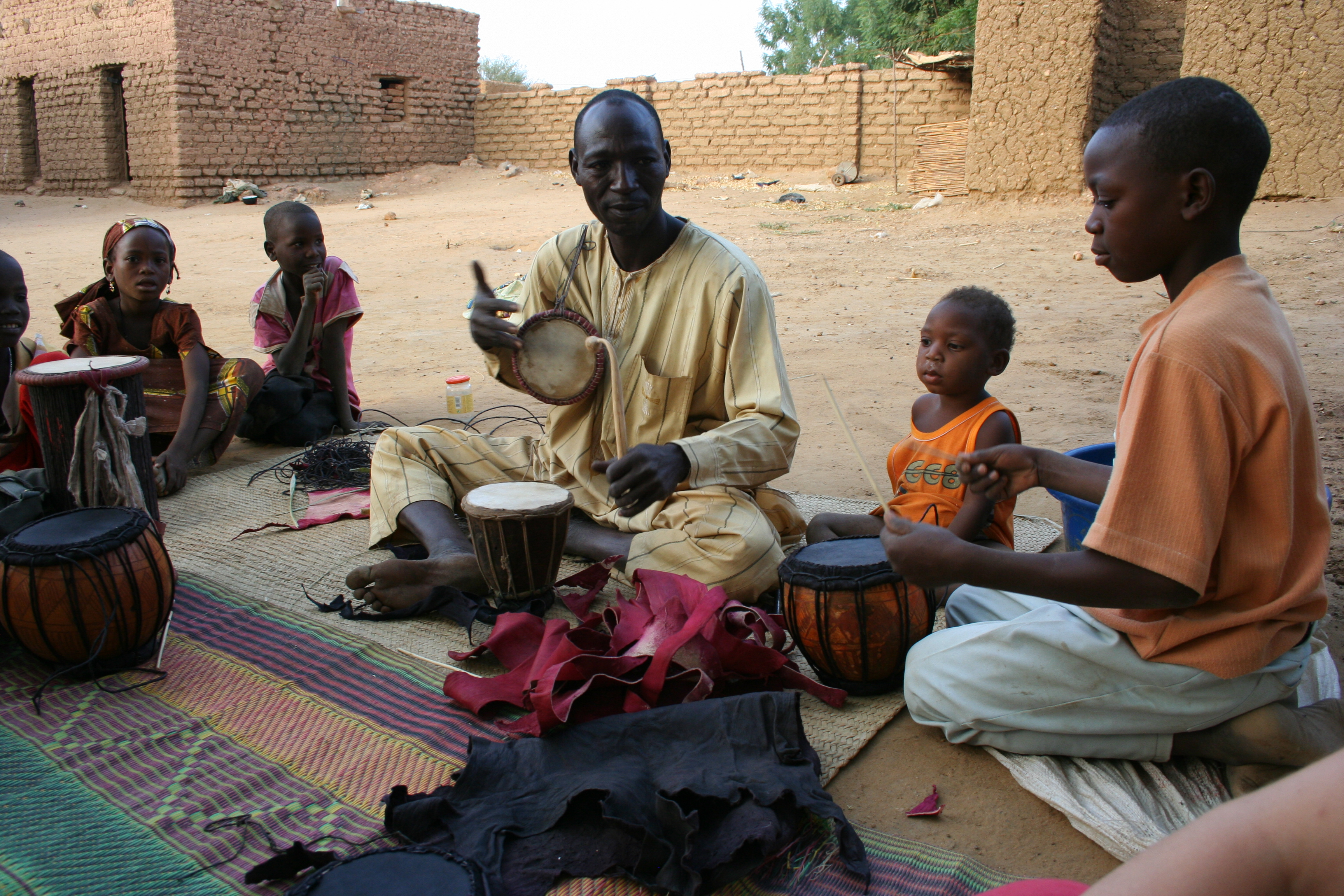
Ein Trommelbauer in Kantché

Das Departement liegt im Süden des Landes und grenzt an Nigeria. Es besteht aus der Stadtgemeinde Matamèye und den Landgemeinden Dan-Barto, Daouché, Doungou, Ichirnawa, Kantché, Kourni, Tsaouni und Yaouri. Der namensgebende Hauptort des Departements ist Kantché.

## Geschichte
Nach der Unabhängigkeit Nigers im Jahr 1960 wurde das Staatsgebiet in 32 Bezirke (circonscriptions) aufgeteilt. Einer davon war der Bezirk Matamèye, mit Matamèye als Hauptort. 1964 gliederte eine Verwaltungsreform Niger in sieben Departements, die Vorgänger der späteren Regionen, und 32 Arrondissements, die Vorgänger der späteren Departements. Im Zuge dessen wurde der Bezirk Matamèye in das Arrondissement Matamèye umgewandelt.
Im Jahr 1998 wurden die bisherigen Arrondissements Nigers zu Departements erhoben, an deren Spitze jeweils ein vom Ministerrat ernannter Präfekt steht. Der Hauptort wurde im selben Jahr nach Kantché verlegt und das Departement von Matamèye in Kantché umbenannt. Die Gliederung des Departements in Gemeinden besteht seit dem Jahr 2002. Zuvor bestand es aus dem städtischen Zentrum Matamèye und dem Kanton Kantché.

## Bevölkerung
Das Departement Kantché hat gemäß der Volkszählung 2012 401.012 Einwohner. Bei der Volkszählung 2001 waren es 246.496 Einwohner, bei der Volkszählung 1988 164.045 Einwohner und bei der Volkszählung 1977 114.610 Einwohner.

## Verwaltung
An der Spitze des Departements steht ein Präfekt (französisch: préfet), der vom Ministerrat auf Vorschlag des Innenministers ernannt wird.
| Amtszeit                     | Name                                   |
| ---------------------------- | -------------------------------------- |
| …                            |                                        |
| 22. Mai 2008 – 15. Apr. 2010 | Mamane Boubacar                        |
| 15. Apr. 2010 – 3. Jun. 2011 | Idé Hassane Koumbeye                   |
| 3. Jun. 2011 – 4. Dez. 2013  | Hamidou Allasane                       |
| 4. Dez. 2013 – 29. Jul. 2016 | Hamidou Maman                          |
| 29. Jul. 2016 – 9. Okt. 2018 | Bachir Malam Oumarou                   |
| 9. Okt. 2018 – 4. Dez. 2020  | Tsayabou Moussa (alias Moussa Sayabou) |
| 8. Dez. 2020 – 8. Nov. 2021  | Batouré Dan Dodo                       |
| 8. Nov. 2021 – 21. Sep. 2023 | Dan Tanin Moussa                       |
| seit 21. Sep. 2023           | Hambali Oumarou                        |